# تشريح جزيئي
التشريح الجزيئي (بالإنجليزية: Molecular anatomy)‏ هو تخصص فرعي من التشريح المجهري، ويهتم هذا التخصص بوَصف والتَعرف على الهياكل الجزيئية في الخلايا والأنسجة وأعضاء الكائنات الحية.